# Vartionlahti
Vartionlahti är en sjö i kommunen Parikkala i landskapet Södra Karelen i Finland. Sjön ligger 74,6 meter över havet. Arean är 40 hektar och strandlinjen är 4,15 kilometer lång. Sjön  ingår i Hiitolanjokis huvudavrinningsområde.   Den ligger omkring 100 kilometer nordöst om Villmanstrand och omkring 300 kilometer nordöst om Helsingfors. 